# Regla del gol de visitante

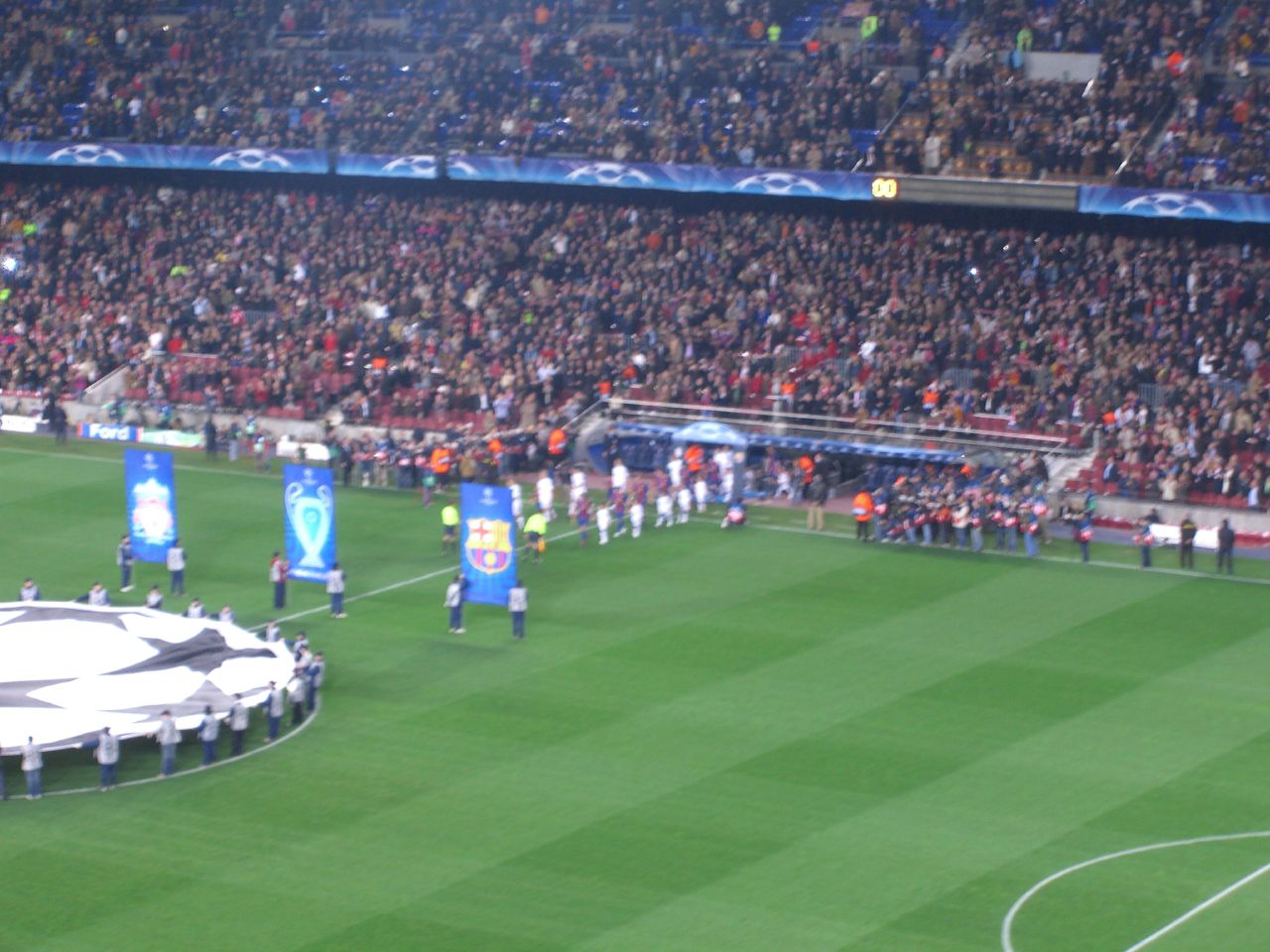
Barcelona-Liverpool en la Liga de Campeones de la UEFA 2006-07. La serie sería definida por la regla del gol de visitante.

La regla del gol de visitante o regla de goles marcados fuera de casa es un método para determinar el ganador de un partido o eliminatoria deportiva que se encuentra empatada. Esto ocurre generalmente en el fútbol, cuando dos equipos juegan una eliminatoria de ida y vuelta, es decir, cuando se juegan dos partidos, uno como local y otro como visitante. Según el Reglamento del International Board, en la sección denominaba "Procedimientos para determinar el ganador de un partido o eliminatoria", donde se la denominaba oficialmente «goles marcados fuera de casa» o «goles marcados de visitante» (en función de la traducción), el equipo que haya convertido más goles como visitante gana si hay empate en la diferencia de goles. Popularmente, aunque de manera errónea, suele afirmarse que los goles de visitante valen doble. Esta suele ser una manera simplificada utilizada por varios aficionados para explicar la «regla del gol de visitante».
La regla del gol de visitante busca evitar que se produzcan tiempos extra o definiciones por penales, con el argumento de que alargan excesivamente el tiempo de juego, afectando las programaciones de las cadenas de televisión y de radio que retransmiten el encuentro y a los mismos jugadores, que sufren un gran desgaste físico que conlleva a una disminución de su rendimiento y los expone a sufrir lesiones. Además busca que los equipos sean más ofensivos, no obstante, al ser importante no recibir goles como local, en ocasiones algunos equipos eligen usar un planteamiento defensivo, hecho que puede afectar negativamente la calidad del espectáculo.
Actualmente, la tendencia esta cambiando, y este procedimiento esta dejando de ser la primera forma de desempate establecido, siendo la prórroga y la tanda de penaltis los métodos de aplicación más comunes en caso de que persista la igualdad.

## Uso

### UEFA
El 24 de junio de 2021 la UEFA emitió un comunicado anunciando la eliminación de la regla —vigente desde la temporada 1965-66— para la siguiente temporada, en todas sus competiciones. Era aplicada en competiciones que involucran fases de partidos de ida entre ellas, las rondas finales y play-off desde 2014-15 de la Liga de Campeones de la UEFA, las fases finales de la UEFA Europa League y los partidos de ida de las clasificaciones a la Copa Mundial de la FIFA y de la Eurocopa. Finalmente, el 15 de febrero de 2022, en el partido de ida de los octavos de final de la Liga de Campeones 2021-22 entre el Paris Saint-Germain y el Real Madrid, fue la primera vez que se jugó sin "Gol de visitante vale doble".
En el fútbol inglés, las rondas de la Copa de la Liga utilizan la regla solo luego del tiempo suplementario, incluso si un equipo tiene más goles de visitante finalizados los 90 minutos regulares del partido de vuelta.
Las semifinales de promoción de la Football League, a pesar de ser de ida y vuelta, dejaron de emplear la regla del gol de visitante en 2002. Como el gol de visitante en la prórroga tenía mayor valor, se favorecía al equipo que haya anotado más goles de visitante ya que este gol es considerado como si contará el doble de lo normal, aunque no es reflejado en el marcador.

### CONMEBOL
La CONMEBOL empleó de manera excepcional la regla de los goles marcados fuera de casa en la Copa Libertadores 1988, en el cual sólo Nacional consiguió pasar de fase con esta vía por sobre Universidad Católica, luego de empatar 1-1 en Chile y lograr un 0-0 como local. Pero no fue hasta la Copa Libertadores 2005, que dicha regla comenzó a regir de manera consecutiva en todas sus competiciones, incluyendo su uso en la final. El club Arsenal de Sarandí tiene la particularidad de ser el único equipo en coronarse campeón de este modo en la Copa Sudamericana 2007 luego de conseguir un 3-2 en condición de visitante y un 1-2 en su país, siendo la única final definida bajo criterio del gol visitante. Ejemplos del uso de este sistema en Latinoamérica fueron la Copa Libertadores de América, la Copa Sudamericana, la Copa de Brasil, hasta 2018, y la extinta Copa de la Superliga en su primera edición. Finalmente, en 2022, la Confederación Sudamericana de Fútbol también eliminó la regla para todas sus competiciones.
En Argentina se usó una temprana aplicación de esta regla de desempate en la final del Torneo Nacional de 1977, donde Independiente se coronó al igualar en dos goles ante Talleres —el día del legendario gol de Bochini, que significó el 2-2 cuando el Rojo solo tenía ocho futbolistas en cancha—, en Córdoba, pues el encuentro de ida, disputado en Avellaneda, había finalizado empatado en un gol. Otra ocasión en la que se utilizó este criterio fue en la final del Torneo Nacional de 1979, en la cual el River Plate resultó campeón después de igualar frente al Unión de Santa Fe en un gol como visitante, dado que el encuentro de vuelta disputado en el Estadio Monumental finalizó igualado en cero. El conjunto millonario había marcado un gol fuera de casa, contra ninguno de su rival.

## Criterios
Salvo UEFA y CONMEBOL, en las competiciones de las demás confederaciones de todos contra todos (ligas o grupos), se utiliza aún como desempate de más de dos equipos. Si igualan en puntos al completarse los partidos del grupo, los siguientes criterios son aplicados para determinar las posiciones:
a) mayor número de puntos obtenidos en los partidos del grupo jugados entre los equipos en cuestión;
b) diferencia de gol superior en los partidos del grupo jugados entre los equipos en cuestión;
c) mayor número de goles anotados como visitante en los partidos del grupo jugados entre los equipos en cuestión;
d) diferencia de gol superior en todos los partidos del grupo jugados;
e) mayor número de goles anotados;
f) mayor número de puntos de coeficiente acumulados por el club en cuestión, como también de su asociación, sobre las cinco temporadas previas. La regla es raramente usada en estos torneo porque se imponen las otras formas de desempate precedentes. En varias competiciones de este tipo no se utiliza como en las clasificaciones de grupos de la Copa Mundial.

## Situaciones especiales ocurridas
Si los dos clubes involucrados en una definición de ida y vuelta comparten el mismo estadio, los clubes se turnan la condición de local y la regla se aplica igualmente. Este procedimiento puede que no sea arbitrario, debido a que el equipo local tiene mayor cantidad de simpatizantes en el estadio al momento de actuar como tal.
Una situación más anómala, fue un repechaje entre la OFC y la AFC para la Copa Mundial de Fútbol Juvenil de 1991 jugado entre Australia e Israel. Australia ganó con más goles marcados fuera de casa, a pesar de que, debido a problemas de seguridad por la Primera Intifada, ambos partidos fueron jugados en Sídney, Australia.
Hubo al menos un caso en que un árbitro no aplicó correctamente el método en un torneo internacional de clubes. Ocurrió durante la segunda ronda de la Recopa de Europa 1971-72 entre Rangers y Sporting de Lisboa que tuvo los siguientes resultados:
- Ida: Rangers 3–2 Sporting
- Vuelta: Sporting 3–2 Rangers
- Tras la prórroga: Sporting 4–3 Rangers

Como los equipos se encontraban 6-6 en el marcador global tras el tiempo suplementario, el árbitro decidió la ejecución de lanzamientos desde el punto de penalti que ganó el Sporting 3-0. Sin embargo, el Rangers apeló la derrota basados en que el árbitro no debió ordenar los penaltis, debido a que el gol del Rangers en la prórroga significaba que ahora tenían tres goles de visitante contra los dos del Sporting. El Rangers ganó la apelación y finalmente fueron los ganadores de la Recopa en esa temporada.
Otra situación curiosa relacionada con la regla fue en la semifinal de la Liga de Campeones 2002-03 entre Inter de Milán y AC Milan. Ambos equipos juegan como locales en el Stadio Giuseppe Meazza/San Siro, pero solo un equipo puede ser declarado local a la vez.
- Ida: AC Milan 0–0 Inter
- Vuelta: Inter 1–1 AC Milan

A pesar de que el marcador global fue empate y ambos equipos jugaron en su estadio, el AC Milan fue declarado ganador porque había marcado más goles fuera de casa, ya que fue visitante en el segundo partido. Idéntica situación se dio en la segunda fase de la Copa Sudamericana 2017 entre Nacional de Paraguay y Olimpia, donde la regla del gol de visitante favoreció al primero de los citados, a pesar de haberse disputado ambos partidos de aquella serie en el Estadio Defensores del Chaco.
En México esta regla ha provocado controversia: primero en la temporada 1987-88, cuando el América y el Morelia se enfrentaron en semifinales, el partido de ida había terminado 2-2, en el Estadio Azteca en el juego de vuelta, concluyó 2-2 en tiempo regular, y en el extra se anotaron dos goles más por equipo (3-3 final), dicho marcador generó la confusión en el árbitro, por lo que el empate global de 5-5 provocó la impresión entre los jugadores de Morelia que eran finalistas. El entonces técnico de Morelia, Antonio Carbajal, llevó a su equipo hacia los vestidores, pero el técnico del América Jorge Vieira se percató de que algo andaba mal, así que fue a buscar al árbitro Miguel Ángel Salas para que revisara el reglamento. Después Salas revisó este y vio la regla #14, la cual decía que la regla del gol como visitante goles solo eran válida en tiempo regular y no en lapsos extra, y que de seguir el juego empatado en la prórroga se lanzarían penaltis. Luego de esto, algunos jugadores de Morelia salieron en sandalias y aun así se cobraron los penaltis y con un marcador de 3-1, el América avanzó a la final, en la cual resultó nuevamente campeón.
En la final de la temporada 1990-1991 los clubes América y Pumas habían quedado 3-3 en el marcador global, y ya que los de Coapa habían ganado 3-2 en el juego de ida en el Estadio Azteca solo necesitaban el empate a 0 en CU, pero en este último los universitarios alzaron la copa gracias a un gol del Tuca Ferretti, aplicándose esta regla.
Otro caso similar sucedió en la final de la temporada 1995-1996, el último torneo largo, donde los clubes Necaxa y el Atlético Celaya se enfrentaron por única ocasión. En el juego de ida los rayos llevaban una ventaja por el empate a un gol en el Estadio Miguel Alemán Valdés, pero el juego de vuelta en el Estadio Azteca al haber quedado con el empate a cero, terminó en tiempo regular haciendo que los Rayos del Necaxa obtuvieran su segunda corona. Poco tiempo después el club Celaya manifestó su inconformidad por esta regla ante la FMF, por lo que para el inicio de los torneos cortos a partir del invierno de 1996 esta regla se eliminó, y si los finalistas seguían empatados en tiempo regular, entonces habría tiempos extra y ronda de penales hasta definir al campeón.
Desde el Apertura 2012, la FMF, con la finalidad de mejorar el espectáculo decidió reinstaurar esta regla para la ronda de Liguilla, salvo en la final por el título, pero nuevamente dejó de utilizarse a partir del Apertura 2021.